# Alphonse Desjardins
För grundaren av Caisses Desjardins, se Alphonse Desjardins (bankman).

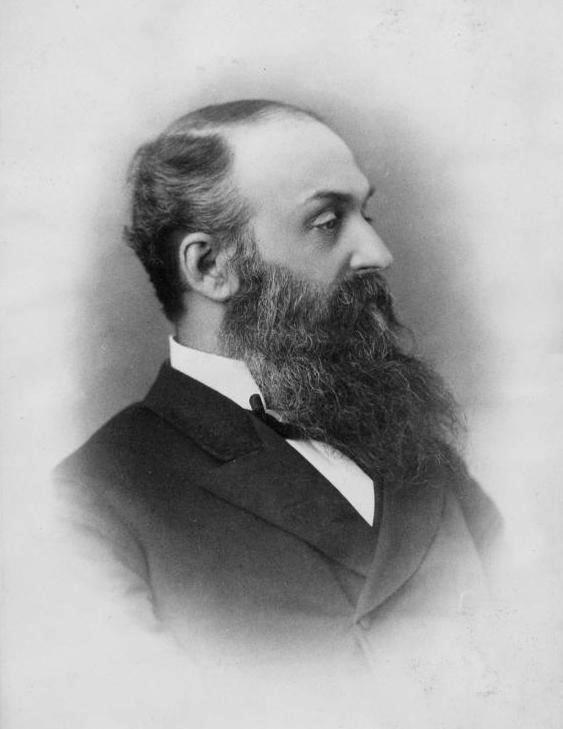
Alphonse Desjardins 1882.

Alphonse Desjardins, född 6 maj 1841 i Terrebonne i Québec, död 4 juni 1912, var en kanadensisk advokat, journalist, affärsman och politiker. Han gifte sig med Virginie Paré 1864 och gifte om sig med Hortense Barsalou 1880.
Desjardins ägde en kakelfabrik och deltog vid grundandet av Banque Jacques-Cartier, en föregångare till Banque Nationale. Han representerade valkretsen Hochelaga i det kanadensiska underhuset i 18 år, var kabinettminister och var armé- och försvarsminister i några månader vid slutet av Mackenzie Bowells regering och därefter Charles Tuppers kortlivade regering 1896. Han blev senator 1892. Han var borgmästare i Montréal från 1893 till 1894. Under en tid hade han tre poster: medlem i underhuset, senator och borgmästare.